# Petersianthus quadrialatus
Petersianthus quadrialatus — вид рослин порядку вересоцвіті (Ericales).

## Будова
Насіння розсівається на відстань 200 м від дерева. У дворічному віці досягає 2,9 м висоти та 3,8 см діаметр. Середній розмір дерева 40-60 м висоти та 80-100 см в діаметрі. Стовбур прямий, ціліндричний, без гілок до 20-30 м. Дошкоподібні корені підпирають стовбур до 2 м.

## Цікаві факти
Найбільший Petersianthus quadrialatus росте біля дороги на околицях селища Сан Франциско на острові Мінданао, Філіппіни. Це дерево у 2010 року стало відомим як найвища різдвяна ялинка світу. Виміри показали, що вона має 96.9 м висоти після декорування. Проте з урахуванням прикрас на верхівці — її розмір очевидно нижче.

## Поширення та середовище існування
Росте у тропічних лісах на висоті до 400 м.